# 赤松
赤松（Pinus densiflora），是一種常綠針葉類喬木。可做薪柴用。

## 形态
常绿乔木，高达30～40米，红褐色树皮较薄。一年生枝橙黄色，微被蜡粉。幼年发育均匀，树形整齐，老年则虬枝宛垂，渐呈不规则状，大枝平展，树冠伞形。叶2针一束，丛生短枝上，较马尾松针稍短稍硬，长5～12厘米。
3～4月间开花，雄球花圆柱形密集，雌球花单生。球果圆锥形状卵形，翌年10月成熟，淡褐黄色，鳞脐有短刺。种子具披针形长翅。

## 分布
原產地位於日本、台灣、朝鮮半島、中国山東膠東半島的昆嵛山區域。
1. ↑  Farjon, A. . The IUCN Red List of Threatened Species (IUCN). 2013, 2013: e.T42355A2974820  [13 December 2017]. doi:10.2305/IUCN.UK.2013-1.RLTS.T42355A2974820.en. （原始内容存档于2015-04-02）.